# Dekanat Albano
Dekanat Albano (wł. Vicariato di Albano) – rzymskokatolicki dekanat diecezji Albano we Włoszech. W jego skład wchodzi 11 parafii.

## Parafie dekanatu
- parafia św. Pankracego w Albano Laziale (parafia katedralna)
- parafia Niepokalanego Serca Maryi w Albano Laziale
- parafia św. Piotra Apostoła w Albano Laziale
- parafia Maria della Stella w Albano Laziale
- parafia św. Rodziny z Nazaretu w Cancellierze
- parafia św. Filipa Neri w Cecchinie
- parafia św. Józefa, męża Najświętszej Maryi Panny w Pavoni
- parafia św. Eugeniusza I w Pavoni
- parafia Najświętszego Serca Jezusa w Castel Gandolfo
- parafia św. Tomasza z Villanuevy w Castel Gandolfo
- parafia św. Antoniego Padewskiego w Rzymie (w Santa Palomba)